# Hubert Ziegler (Diplomat)
Hubert Ziegler (* 3. September 1948 in Schwerte) ist ein deutscher Diplomat. Er war von 1993 bis 1996 Botschafter im Benin, von 2004 bis 2006 Botschafter in Ruanda und von 2011 bis 2013 Botschafter in Malta.

## Leben
Nach dem Abitur 1967 leistete Ziegler bis 1969 Dienst beim Bundesgrenzschutz und studierte danach bis 1976 Mathematik und Physik an der Technischen Universität Clausthal. Nach dem Abschluss als Diplom-Mathematiker 1974 war er zwischen 1975 und 1980 als Wissenschaftlicher Assistent und legte während dieser Zeit 1976 die wissenschaftliche Prüfung als Erstes Staatsexamen für das Lehramt an höheren Schulen ab. 1980 legte er seine Promotion zum Dr. rer. nat. an der TU Clausthal mit einer Dissertation zum Thema Der Hausdorffabstand für die Unterräume p-normierter linearer Räume mit einer Anwendung auf die Algebra C (_W63) ab.
1981 trat er in den Auswärtigen Dienst ein und fand nach Abschluss der Laufbahnprüfung für den höheren Dienst 1983 zunächst Verwendung als Referent der Aus- und Fortbildungsstätte des Auswärtigen Amtes, ehe er von 1984 bis 1986 Referent für Politik und Protokoll an der Botschaft in Großbritannien war. Im Anschluss war er Wissenschaftsreferent an der Botschaft in Frankreich sowie danach von 1988 bis 1991 Leiter der Wirtschaftsabteilung an der Botschaft in Äthiopien.
Nach einer darauf folgenden Verwendung als Referent für Fragen der nuklearen Nichtverbreitung im Auswärtigen Amt, war er zwischen 1993 und 1996 Botschafter in Benin als Nachfolger von Ulrich Hochschild. Im Anschluss wurde er Referatsleiter in der Zentralabteilung des Auswärtigen Amtes, während Volker Seitz sein Nachfolger als Botschafter in Benin wurde. Zwischen 2001 und 2004 war Ziegler Ständiger Vertreter des Generalkonsuls in Montreal und danach als Nachfolger von Hans-Dieter Steinbach bis 2006 Botschafter in Ruanda.
2006 wechselte er wieder ins Auswärtige Amt als Leiter des Konferenzreferats im Protokollstab, während Christian Clages sein Nachfolger als Botschafter in Ruanda wurde. Daraufhin war er von 2010 bis 2011 Berater des Chef des Protokolls im Auswärtigen Amt.
Ab Juli 2011 war Ziegler als Nachfolger von Bernd Braun, der in den Ruhestand trat, Botschafter in Malta.